# Visterud
Visterud är en småort i Nedre Ulleruds distrikt (Nedre Ulleruds socken) i Forshaga kommun, som ligger en bit väster om tätorten Deje.